# Эспиноса, Херардо
Херардо Эспиноса Аумата (исп. Gerardo Espinoza Ahumada; 3 октября 1981, Гуамучиль, Мексика) — мексиканский футболист, полузащитник; тренер. Участник Олимпийских игр 2004 года.

## Клубная карьера
Эспиноса начал карьеру в клубе «Атлас». 24 августа 2002 года в матче против «Монаркас Морелия» он дебютировал в мексиканской Примере. 6 октября 2003 года в поединке против «Монтеррея» Херардо забил свой первый гол за клуб из Гвадалахары. В 2004 году он покинул «Атлас» и на протяжении нескольких лет выступал за клубы «Дорадос де Синалоа», «Сантос Лагуна», «УНАМ Пумас» и «Атланте». В составе последнего Херардо стал победителем Лиги чемпионом КОНКАКАФ. В 2009 году Эспиноса вернулся в «Атлас», где провёл два сезона. Летом 2011 года Херардо перешёл в «Хагуарес Чьяпас». 25 июля в матче против «Монтеррея» он дебютировал за новую команду.
Летом 2013 года Эспиноса присоединился к «Керетаро». 20 июля в матче против «Монаркас Морелия» он дебютировал за новую команду.
Спустя год Херардо перешёл в «Пуэблу». 31 августа в поединке против «Монаркас Морелия» он дебютировал за новый клуб. Летом 2015 года на правах аренды Эспиноса перешёл в «Лобос БУАП». 22 августа в матче против «Коррекаминос» он дебютировал в Ассенсо МХ.

## Международная карьера
В 2004 году в составе олимпийской сборной Мексики Эспиноса принял участие в Олимпийских играх в Афинах. На турнире он был запасным и на поле так и не вышел.

## Достижения
Командные
«Атланте»
- Победитель Лига чемпионов КОНКАКАФ — 2008/09